# DBU's Landspokalturnering for herrer 1960-61
DBUs Landspokalturnering for herrer 1960/1961 var den syvende udgave af DBUs Landspokalturnering for herrer. AGF vandt turneringen for fjerde gang, da holdet i pokalfinalen besejrede KB med 2-0.

## Kampe og resultater

### 1. runde
Første runde havde deltagelse af 56 hold fra 3. division og de lavere rækker. Holdene fordelte sig således mellem rækkerne i sæsonen 1960:
| 1. division                                          | 2. division                                          | 3. division | Kval.turn. | Lokale serier | Lokale serier | Lavere rækker | Lavere rækker |
| ---------------------------------------------------- | ---------------------------------------------------- | --- | ---------- | ------------- | ------------- | ------------- | ------------- |
| De 12 hold trådte først ind i turneringen i 3. runde | De 12 hold trådte først ind i turneringen i 2. runde | Odense KFUM HIK Fremad Amager Aalborg Chang Horsens fS Vanløse IF Viborg FF Roskilde B 1906 Helsingør IF Hjørring IF Lendemark BK B 1921 |            |               |               |               |               |

#### Kampe
| Dato  | Kamp                           | Res.   |
| ----- | ------------------------------ | ------ |
| ?     | B 1921 − Frederiksborg IF      | 6-1    |
| ?     | FB − Rønne IK                  | 4-1    |
| ?     | Flemløse BK − Nr. Broby BK     | [0]3-5 |
| ?     | Faaborg B&I − Ribe BK          | 0-2    |
| ?     | Haderslev FK − Holstebro BK    | 1-3    |
| ?     | BK Hellas − HB                 | 3-2    |
| 11.9. | Helsingør IF − Holbæk B&I      | 6-3    |
| ?     | HIK − Fremad Amager            | [0]6-5 |
| ?     | Hjørring IF − Middelfart G&BK  | 1-3    |
| ?     | Horsens fS − IK Skovbakken     | 2-1    |
| ?     | Hurup IF − Skive IK            | 1-2    |
| ?     | Korsør BK − IF Skjold Birkerød | 0-2    |
| ?     | Kølkær GIF − Svendborg BK      | 0-4    |
| ?     | Langå IK − Kerteminde BK       | 1-2    |

| Dato | Kamp                           | Res.  |
| ---- | ------------------------------ | ----- |
| ?    | Lendemark BK − BK Hero         | 4-3   |
| ?    | Maribo BK − Ballerup IF        | 2-5   |
| ?    | BK Mariendal − ØB              | 3-2   |
| ?    | Odense KFUM − Aalborg Freja    | 1-2   |
| ?    | Roskilde B 1906 − Nakskov BK   | 4-3   |
| ?    | Silkeborg IF − Nørresundby BK  | 4-2   |
| ?    | Skals FF − Brande IF           | 1-3   |
| ?    | Slagelse BI − Husum BK         | 3-4   |
| ?    | Store Heddinge BK − Kastrup BK | 1-0   |
| ?    | Tølløse BK − Bagsværd BK       | 0-5   |
| ?    | Vanløse IF − Horbelev BK       | 10-00 |
| ?    | Vejen SF − Vejgaard BK         | 6-3   |
| ?    | Viborg FF − Fraugde GIF        | 10-00 |
| ?    | Aalborg Chang − Sønderborg BK  | 6-1   |

### 2. runde

#### Hold
I anden runde deltog 40 hold fordelt på:
- 28 vindere fra 1. runde
- 12 hold fra 2. division 1960, som først trådte ind i turneringen i denne runde.

#### Kampe
| Dato | Kamp | Res. |
| ---- | ---- | ---- |
| ?    | −    |      |
| ?    | −    |      |
| ?    | −    |      |
| ?    | −    |      |
| ?    | −    |      |
| ?    | −    |      |
| ?    | −    |      |
| ?    | −    |      |
| ?    | −    |      |
| ?    | −    |      |

| Dato | Kamp | Res. |
| ---- | ---- | ---- |
| ?    | −    |      |
| ?    | −    |      |
| ?    | −    |      |
| ?    | −    |      |
| ?    | −    |      |
| ?    | −    |      |
| ?    | −    |      |
| ?    | −    |      |
| ?    | −    |      |
| ?    | −    |      |

### 3. runde

#### Hold
I tredje runde deltog 32 hold fordelt på:
- 20 vindere fra 2. runde
- 12 hold fra 1. division 1960, som først trådte ind i turneringen i denne runde.

#### Kampe
| Dato | Kamp | Res. |
| ---- | ---- | ---- |
| ?    | −    |      |
| ?    | −    |      |
| ?    | −    |      |
| ?    | −    |      |
| ?    | −    |      |
| ?    | −    |      |
| ?    | −    |      |
| ?    | −    |      |

| Dato | Kamp | Res. |
| ---- | ---- | ---- |
| ?    | −    |      |
| ?    | −    |      |
| ?    | −    |      |
| ?    | −    |      |
| ?    | −    |      |
| ?    | −    |      |
| ?    | −    |      |
| ?    | −    |      |

### 4. runde

#### Hold
Fjerde runde (ottendedelsfinalerne) havde deltagelse af de seksten vinderhold fra tredje runde. 

#### Kampe
| Dato | Kamp                        | Res. |
| ---- | --------------------------- | ---- |
| ?    | Brønshøj BK − AIA           | 7-0  |
| ?    | BK Frem − B 1913            | 4-3  |
| ?    | BK Hellas − Frem Sakskøbing | 3-2  |
| ?    | HIK − Aalborg Chang         | 5-1  |

| Dato | Kamp                   | Res. |
| ---- | ---------------------- | ---- |
| ?    | KB − B.93              | 5-1  |
| ?    | OB − Køge BK           | 4-3  |
| ?    | Vejle BK − AGF         | 1-4  |
| ?    | Viborg FF − Horsens fS | 3-0  |

### Kvartfinaler

#### Hold
Kvartfinalerne havde deltagelse af de otte vinderhold fra fjerde runde.

#### Kampe
| Dato | Kamp                    | Res. |
| ---- | ----------------------- | ---- |
| ?    | AGF − BK Hellas         | 1-0  |
| ?    | Brønshøj BK − Viborg FF | 5-0  |

| Dato | Kamp          | Res. |
| ---- | ------------- | ---- |
| ?    | BK Frem − HIK | 2-1  |
| ?    | KB − OB       | 2-0  |

### Semifinaler
Semifinalerne havde deltagelse af de fire vinderhold fra kvartfinalerne.
| Dato | Kamp              | Res. |
| ---- | ----------------- | ---- |
| ?    | Brønshøj BK − AGF | 1-2  |

| Dato | Kamp         | Res. |
| ---- | ------------ | ---- |
| ?    | KB − BK Frem | 4-2  |

### Finale
Finalen mellem de to vindere af semifinalerne blev spillet den 11. maj 1961 i Københavns Idrætspark under overværelse af 33.500 tilskuere. AGF vandt kampen 2-0 på mål af Bent Poulsen (21. minut, selvmål) og John Jensen (70. minut). AGF's John Amdisen blev valgt som finalens pokalfighter.
| Dato  | Kamp     | Res. |
| ----- | -------- | ---- |
| 11.5. | AGF − KB | 2-0  |